# Friedrich Burgmüller
 Friedrich Franz Burgmüller (ook: Frédéric Burgmüller) (Regensburg, 4 december 1806 - Beaulieu (Boissise-la-Bertrand), 13 februari 1874) was een Duits pianist en componist.
Burgmüller werd geboren in Regensburg (Duitsland) als zoon van de dirigent August Burgmüller en Therese von Zandt. Hij was een oudere broer van de componist Norbert Burgmüller.
In 1836 vestigt Burgmüller zich in Parijs, waar hij de rest van zijn leven zou verblijven. Tegen het einde van zijn leven leefde hij een teruggetrokken leven in zijn buitenhuis in Beaulieu (nabij Parijs), waar hij in de winter van 1874 sterft.
Burgmüllers werk heeft doorgaans een licht en diverterend karakter en zijn oeuvre omvat onder meer balletmuziek, piano-, cello- en andere salonmuziek. De balletmuziek van La Péri (1841) wordt wel als het hoogtepunt van zijn oeuvre beschouwd.
Burgmüller is vooral nog bekend om zijn pianowerken. Zijn 25 leichte Etüden (Op. 100), waar onder andere het bekende Arabesque en de Ballade in c-mineur deel van uitmaken, is erg populair onder pianoleerlingen en -leraren, en is nog steeds in druk. Verder worden zijn 18 Études op. 109 door pianisten veel gespeeld.